# Salix xizangensis
Salix xizangensis är en videväxtart som beskrevs av Yi Liang Chou. Salix xizangensis ingår i släktet viden, och familjen videväxter. Inga underarter finns listade i Catalogue of Life.